# پارتیزان

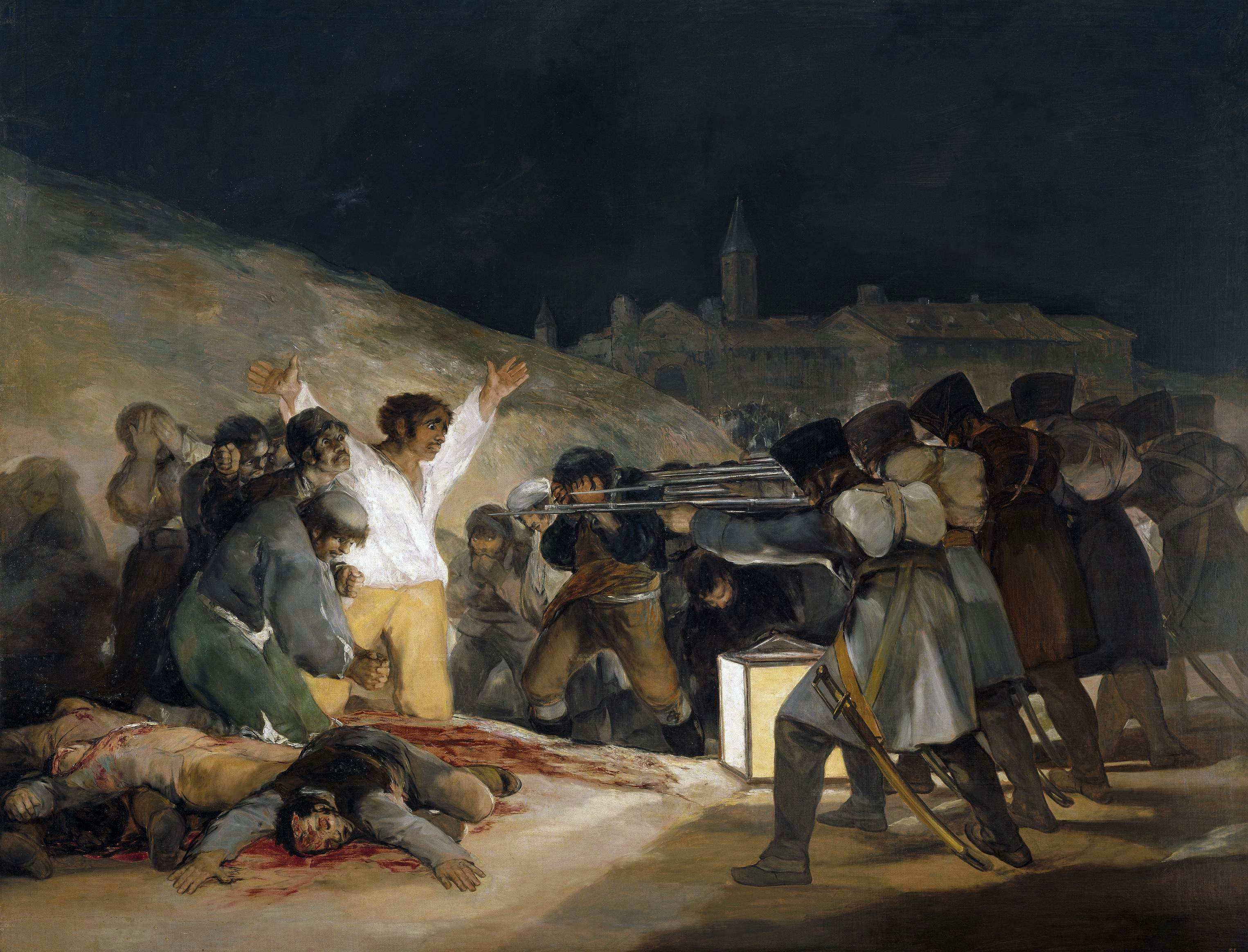
تابلوی سوم ماه مه ۱۸۰۸ اثر فرانسیسکو گویا تیرباران پارتیزان‌های مادریدی توسط سربازان ناپلئون را به تصویر می‌کشد.

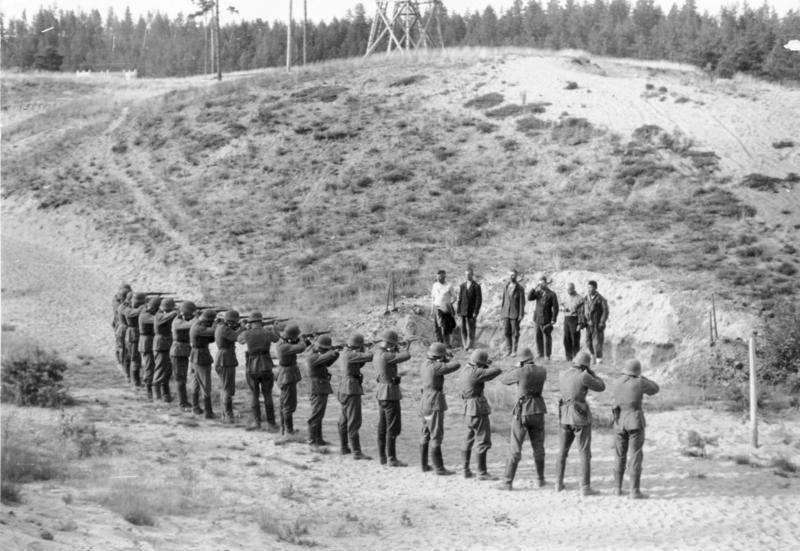
تیرباران پارتیزان‌های روسی توسط سربازان آلمان نازی در جنگ جهانی دوم (سپتامبر ۱۹۴۱) این عکس در آرشیو فدرال آلمان نگهداری می‌شود.

پارتیزان یا چریک عضوی از یک گروه مسلح کوچک است که با استفاده از تاکتیک‌های جنگ‌های نامنظم به مبارزه با یک نیروی اشغالگر خارجی می‌پردازد. غیرنظامیانی که در زمان جنگ جهانی دوم در کشورهای اشغال شده توسط آلمان نازی به مبارزه با اشغالگران می‌پرداختند، نمونه از پارتیزان‌ها به‌شمار می‌روند.

## ریشه واژه
پارتیزان با املای Partisan - و گاهی Partizan - واژه‌ای در اصل ایتالیایی است که از حدود سال ۱۶۹۰ در معنای «جنگجوی نبردهای چریکی» استفاده شده‌است. این واژه از کلمه partezan در گویش‌های شمالی زبان ایتالیایی (partigiano در زبان توسکانی) به مفهوم «عضو یک جناح» یا «شریک» از ریشه ایتالیایی Parte برگرفته از partem در زبان لاتین می‌رسد.
partem لاتین برگرفته از pere- در زبان نیاهندواروپایی (زبان اجداد ملتهای هندواروپایی) به معنی «تقسیم کردن» است و مشتقات آن مثل peprotai زبان یونانی به معنی «بخشیده شده»، purtam در سانسکریت به معنی «جایزه»، parshiya در زبان هیتی‌های باستان به معنی «تقسیم کردن» در زبان‌های دیگر این خانواده دیده می‌شوند.
partem لاتین در فرانسوی و انگلیسی به صورت Part درآمده و به مفهوم «جزئی از یک کل» است و با کلماتی چون party «پارتی» (مثلاً در پارتی‌بازی) و partner «پارتنر، شریک» هم‌ریشه است.

## گروه‌های پارتیزانی و نبردهای قابل توجه
- مقاومت فرانسه
- پارتیزان‌ها و تیراندازهای فرانسه
- فرانسه آزاد
- جنبش مقاومت نروژ
- جنبش مقاومت لهستان در جنگ جهانی دوم
- مقاومت آلبانی در جنگ جهانی دوم
- مقاومت در چکسلواکی در برابر آلمان
- جنبش مقاومت دانمارک
- جنبش مقاومت ایتالیا
- جبهه آزادی‌بخش خلق اسلوونی
- مقاومت یونان
- مقاومت بلژیک
- مقاومت هلند
- پارتیزان‌های یهودی
- فدایی ارمنی
- ارتش میهنی
- فارک (FARC)
- عملیات انتروپوید
- پارتیزان‌های شوروی
- ارتش شورشی اوکراین
- ویت‌کنگ
- نیروهای آزادی‌بخش عفرین